# East Lothian (circonscription du Parlement britannique)
Pour l’article homonyme, voir East Lothian.
Circonscription parlementaire de la Chambre des communes
East Lothian est une circonscription électorale britannique située en Écosse.

## Liste des députés
| Élection | Élection | MP                  | Parti              |
| -------- | -------- | ------------------- | ------------------ |
|          | 1983     | John Home Robertson | Parti travailliste |
|          | 2001     | Anne Picking        | Parti travailliste |
|          | 2010     | Fiona O'Donnell     | Parti travailliste |
|          | 2015     | George Kerevan      | SNP                |
|          | 2017     | Martin Whitfield    | Parti travailliste |
|          | 2019     | Kenny MacAskill     | SNP                |
|          | 2024     | Douglas Alexander   | Parti travailliste |